# Rilmazolam
Rilmazolam ist ein Sedativum und Hypnotikum aus der Gruppe der Benzodiazepine und ein aktiver Metabolit von Rilmazafon. Anders als Rilmazafon, ist Rilmazolam in keinem Land als Arzneistoff zugelassen.
Es gab bereits mehrere tödliche Überdosierungen, bei denen angenommen wird, dass Rilmazolam die Ursache war oder maßgeblich dazu beigetragen hat.